# Головин, Александр Яковлевич
Алекса́ндр Я́ковлевич Голови́н (17 февраля [1 марта] 1863, Москва — 17 апреля 1930[…], Детское Село, Ленинградская область) — русский и советский живописец, крупный деятель петербургского модерна, график, мемуарист; мастер сценографии, также работал как портретист и декоратор-прикладник. Член обществ «Мир искусства» (в 1902–1903 и с 1910). Действительный член Императорской Академии художеств (1912), народный артист Республики (1928).

## Биография
Александр Головин родился и вырос в Москве, в семье, где любили театр, музыку, литературу. С детства обнаружил абсолютный музыкальный слух, серьёзно занимался игрой на рояле и пением. Увлечение изобразительным искусством проявилось позже, лишь в старших классах гимназии. В дальнейшем музыкальность, музыкальная образованность самым серьёзным образом скажутся в художественных работах Головина, живописные произведения которого современники выразительно охарактеризовали, пользуясь известным выражением итальянского сценографа Пьетро ди Готтардо Гонзаго как «музыку для глаз».

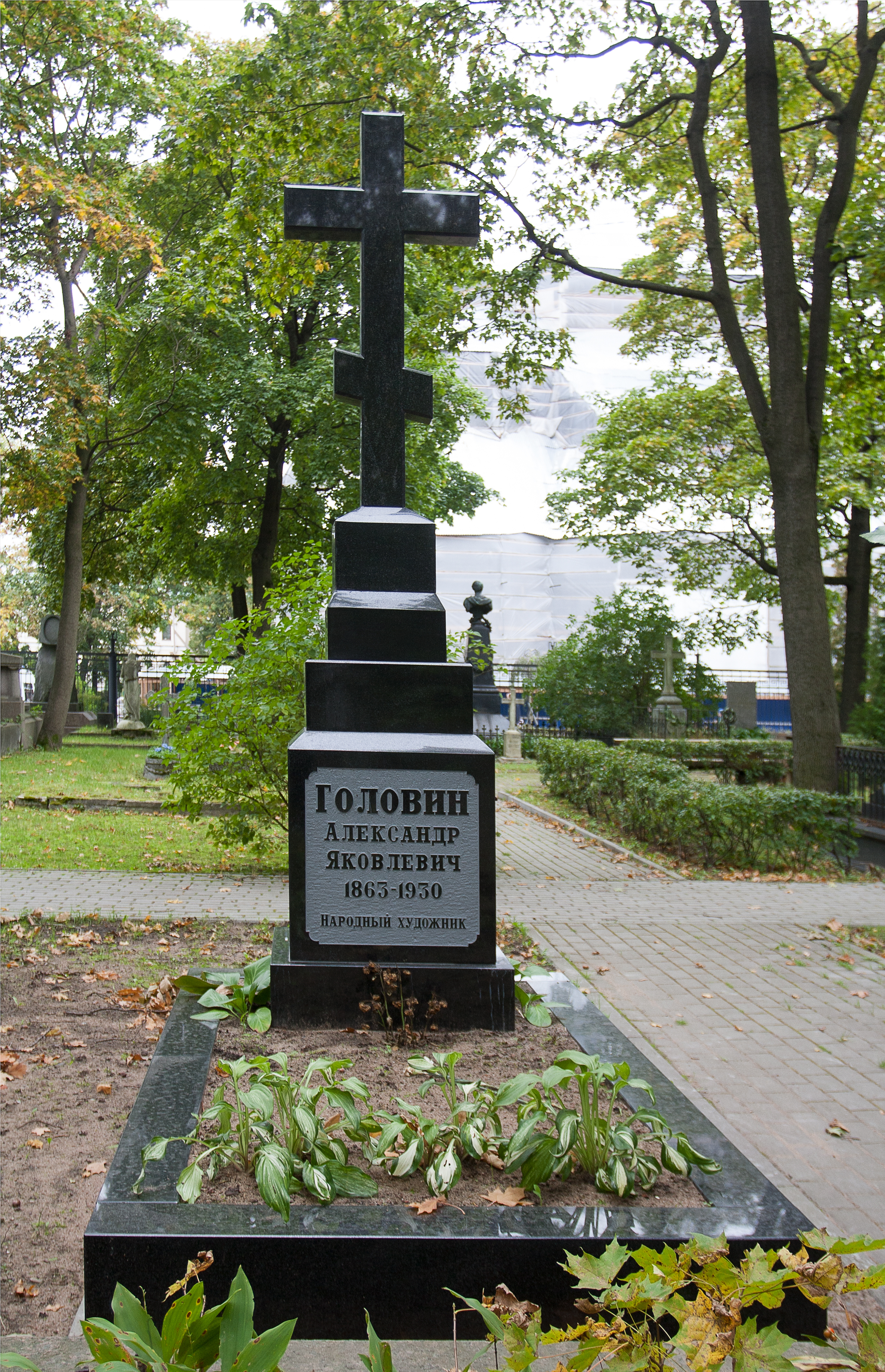
Надгробие А. Я. Головина. Новодевичье кладбище, Санкт-Петербург

Среднее образование получал в Поливановской гимназии. В 1882—1889 годах обучался в Московском училище живописи, ваяния и зодчества, сначала три года на архитектурном отделении, потом на живописном, в классах И. М. Прянишникова, В. Е. Маковского и В. Д. Поленова. В то время в московском училище господствовал дух «передвижничества», что не удовлетворяло молодого художника и он уехал во Францию, в Париж .
В Париже Александр Головин посещал Академию Коларосси и школу-студию Витти (1897). После путешествия по Италии и Испании молодой художник по его собственным словам, понял, что «делал не то и что надо работать по-новому». В Париже Головина особенно поразила живопись Винсента Ван Гога.
В 1890-е годы Головин участвовал в деятельности абрамцевского кружка, где работал с майоликой и деревом. До 1901 года жил в Москве, затем в Петербурге и Царском Селе.
Активный член объединения «Мир искусства», Александр Головин совместно с Константином Коровиным (они были дружны), принимал участие в оформлении российского павильона на Всемирной выставке в Париже 1900 года. Художники также в 1900—1903 годах разрабатывали эскизы оформления фасадов цветной майоликой строящейся гостиницы «Метрополь» в Москве.
По приглашению Управляющего Московской конторой Императорских театров В. А. Теляковского Головин c 1900 года стал писать эскизы декораций к спектаклям Императорских театров, сначала в Москве, затем в Петербурге. В 1900 году состоялся первый успех Головина в качестве художника-декоратора в Большом театре в Москве в постановках оперы А. Н. Корещенко «Ледяной дом» и в 1901 году оперы «Псковитянка» Н. А. Римского-Корсакова.
В 1902 году Головин был приглашён в Санкт-Петербург на должность главного художника императорских театров, где создал свои наиболее красочные сценические работы для постановок:
- оперы «Кармен» Ж. Бизе, Мариинский театр, 1908;
- «У врат царства»[норв.] К. Гамсуна, Александринский театр, 1908, реж. В. Э. Мейерхольд;
- «Дон Жуан», по комедии Мольера, Александринский театр, 1910, реж. В. Э. Мейерхольд]
- оперы «Орфей и Эвридика» К. В. Глюка, Мариинский театр, 1911, реж. В. Э. Мейерхольд;
- драмы «Гроза» А. Н. Островского, Александринский театр, 1916, реж. В. Э. Мейерхольд;
- «Маскарад», пьесы М. Ю. Лермонтова, Александринский театр, — премьера постановки В. Э. Мейерхольда состоялась 25 февраля (10 марта) 1917;
- оперы «Каменный гость» А. С. Даргомыжского, Мариинский театр, 1917, реж. В. Э. Мейерхольд.

Совместно с Всеволодом Мейерхольдом в Петербургских Императорских театрах Головиным было поставлено 16 спектаклей – оперных и драматических.
А. Я. Головин работал для «Русских сезонов» С. П. Дягилева в Париже (опера «Борис Годунов» М. П. Мусоргского, 1908, балет «Жар-птица», И. Ф. Стравинского, 1910). После Октябрьской революции во МХАТе оформил в «Женитьбу Фигаро» Бомарше (1927), а премьера «Отелло» Шекспира (1930) в его декорациях состоялась уже после смерти художника.
В 1912 году Головин стал действительным членом Императорской Академии художеств. После революции в 1928 году ему было присвоено звание народного артиста Республики (за оформление мхатовской «Женитьбы Фигаро»). Последние годы художник жил в Царском Селе (в описываемый период — Детском Селе), где и скончался 17 апреля 1930 года. Похоронен на кладбище Воскресенского Новодевичьего монастыря (Средняя часть, дор. 1, уч. 17).

## Семья
В сентябре 1897 года Головин женился на Марии Константиновне Котовой. Вскоре у них родились две дочери — Елена и Мария, а позднее сын Александр. Однако брак оказался недолгим.

## Галерея

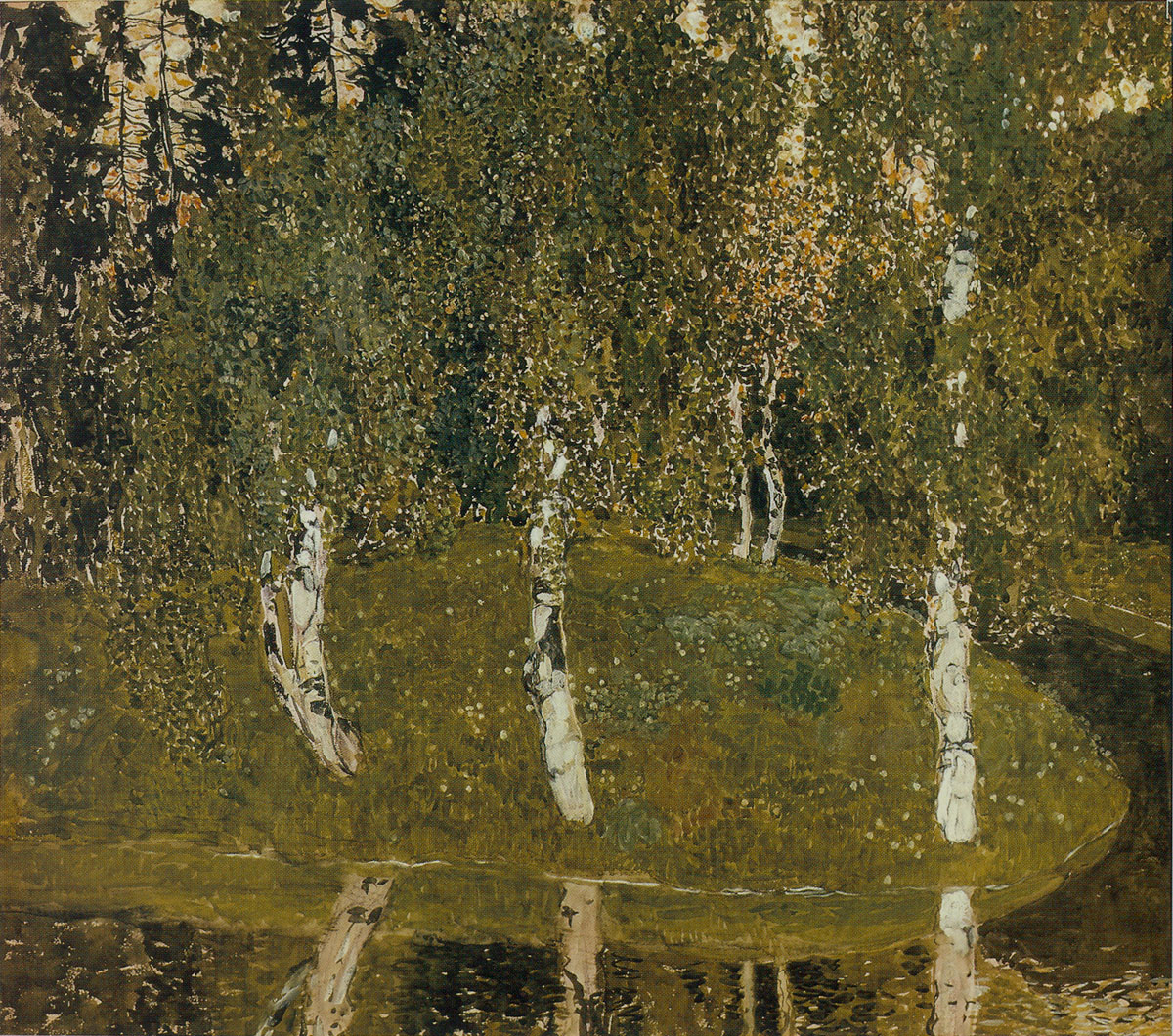
Берёзки. Между 1908 и 1911. Бумага, гуашь. ГТГ, Москва
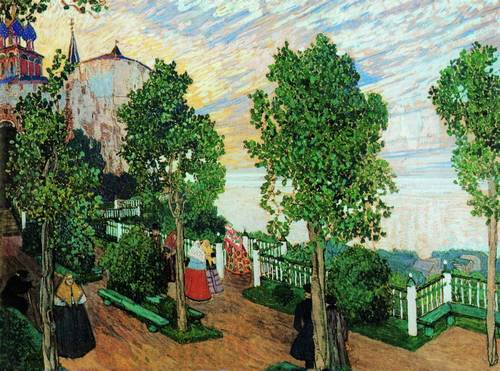
Берег Волги. 1916. Эскизы декораций к драме  А. Н. Островского «Гроза». 1916. Картон, темпера. ГЦТМ им. А. А. Бахрушина, Москва
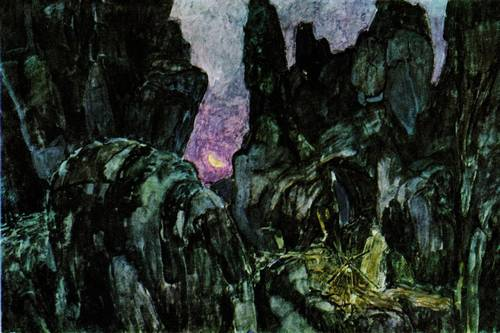
В горах. Эскизы декорации к опере Ж. Бизе «Кармен». 1908. Картон, гуашь. ГЦТМ им. А. А. Бахрушина, Москва
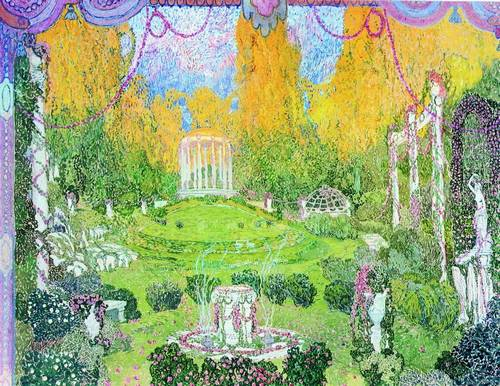
Храм Эроса. Эскиз декорации к опере К. В. Глюка «Орфей и Эвридика». 1911. Картон, гуашь. ГЦТМ им. А. А. Бахрушина, Москва
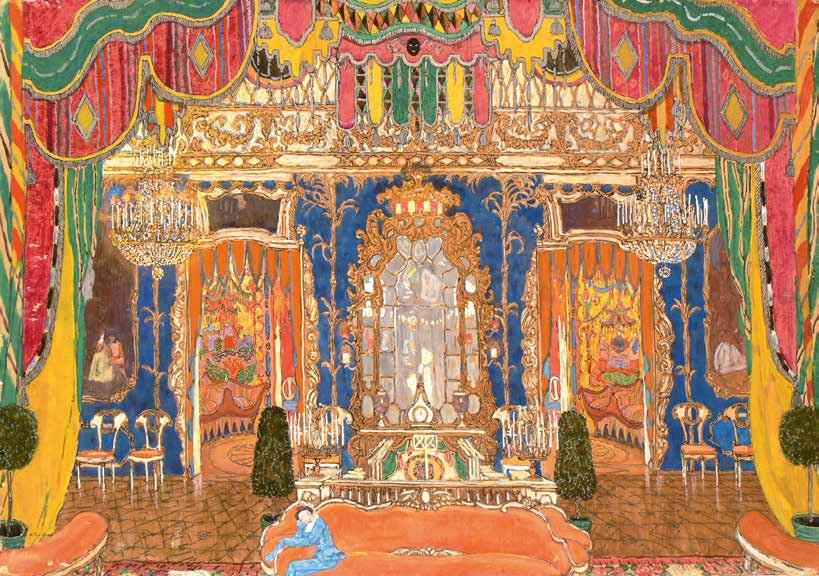
Маскарадный зал. Эскиз декорации к драме М. Ю. Лермонтова «Маскарад». 1917. Картон, акварель, гуашь. ГЦТМ им. А. А. Бахрушина, Москва
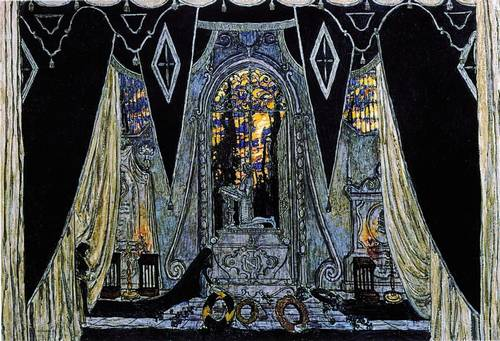
Эскиз декорации к опере А. С. Даргомыжского «Каменный гость». 1917. Фанера, темпера, бронза, серебро. Русский музей, Санкт-Петербург
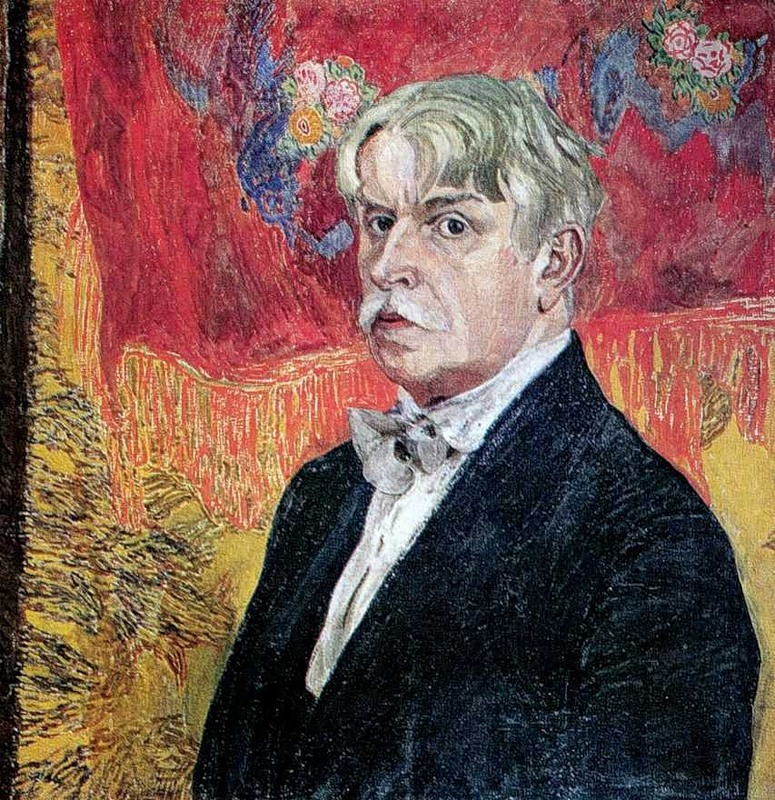
Автопортрет на фоне красного платка. 1919. Холст, масло
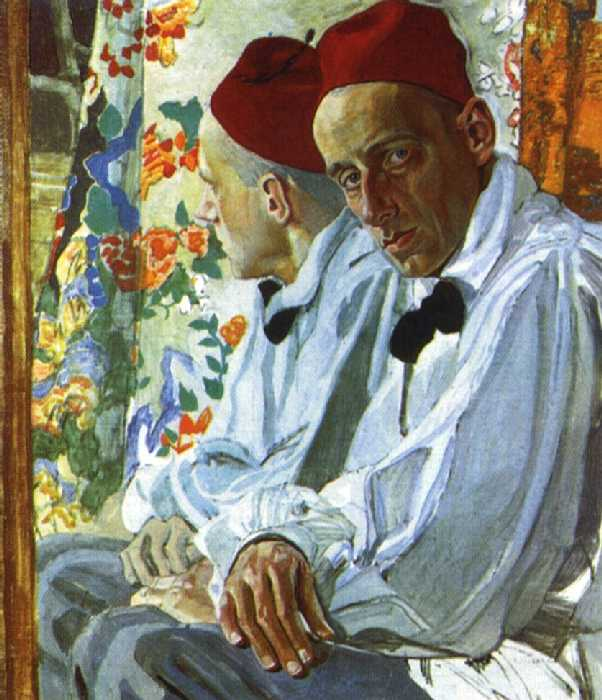
Портрет режиссёра В. Э. Мейерхольда. 1917. Бумага, темпера, пастель. Музей театрального и музыкального искусства, Санкт-Петербург
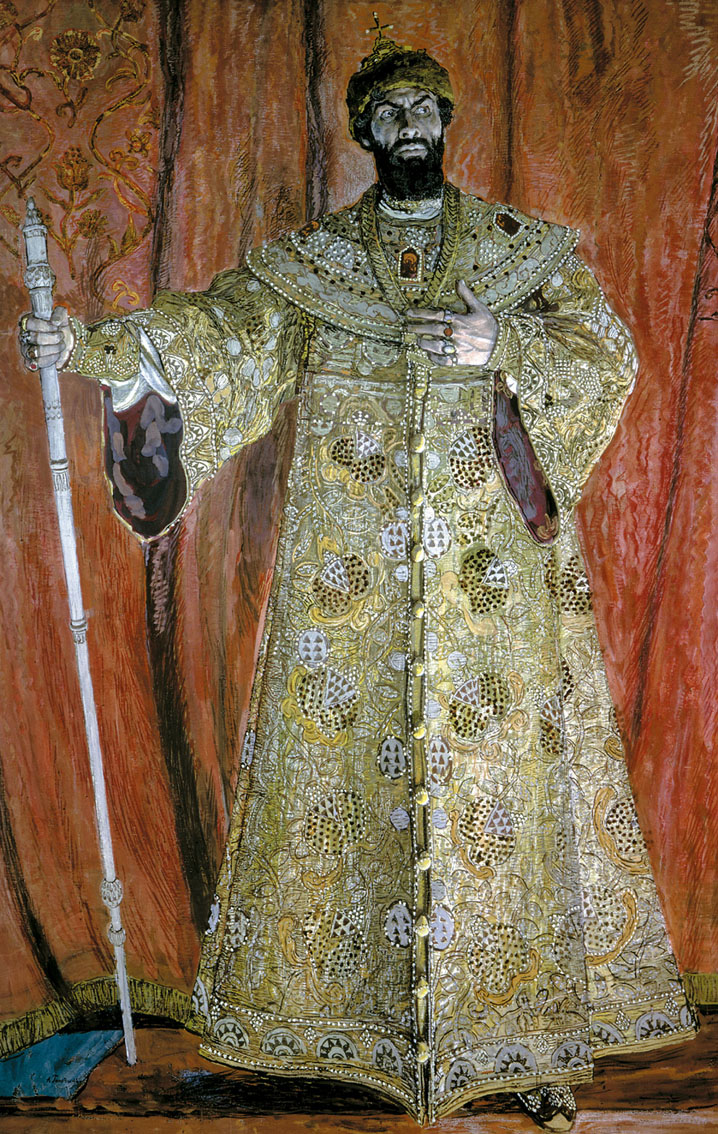
Портрет Ф. И. Шаляпина в роли Бориса Годунова. 1912. Холст, масло. Русский музей, Санкт-Петербург
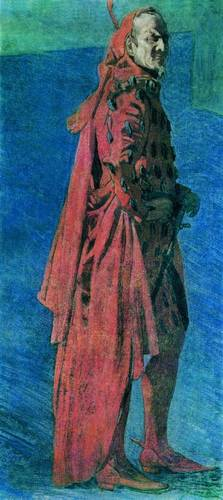
Портрет Ф. И. Шаляпина в роли Мефистофеля в опере Ш. Гуно «Фауст». 1905. Холст, пастель. Русский музей, Санкт-Петербург
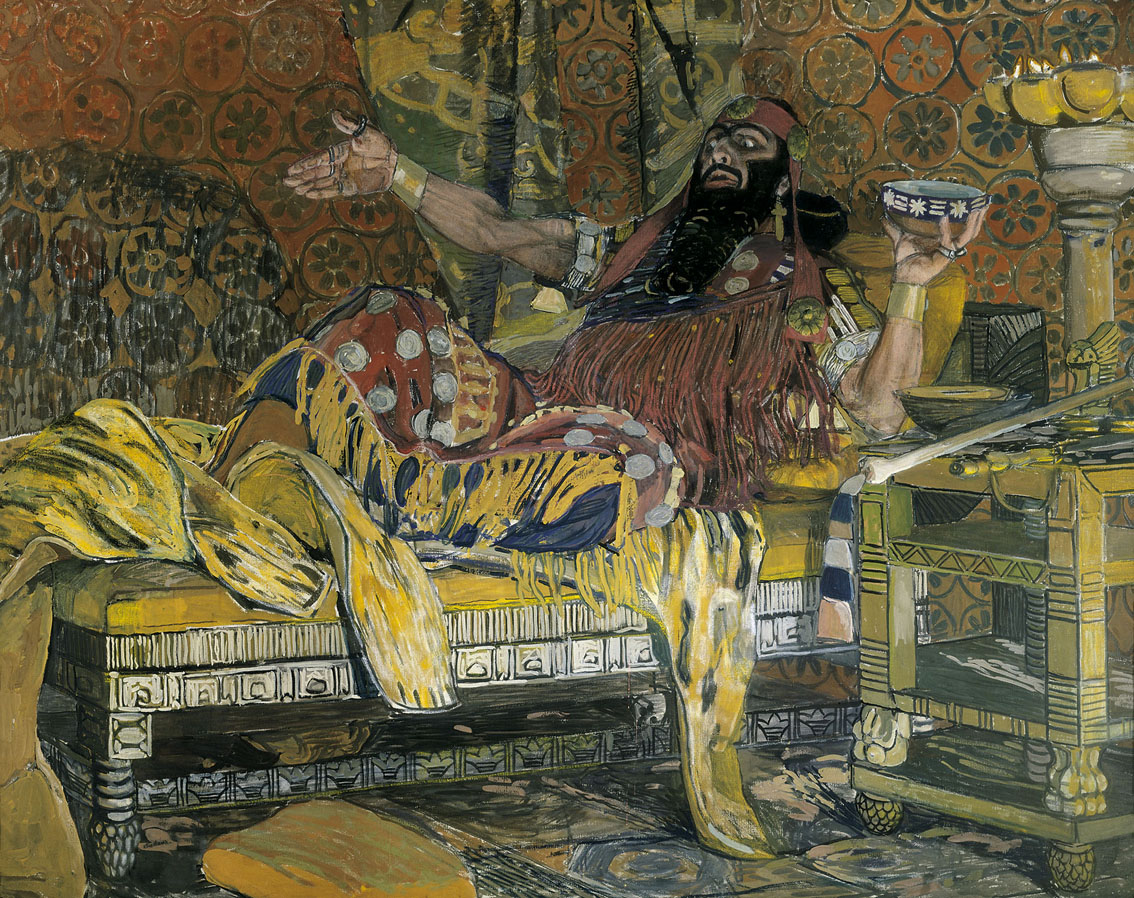
Ф. И. Шаляпин в роли Олоферна в опере Серова «Юдифь». 1908. ГТГ, Москва
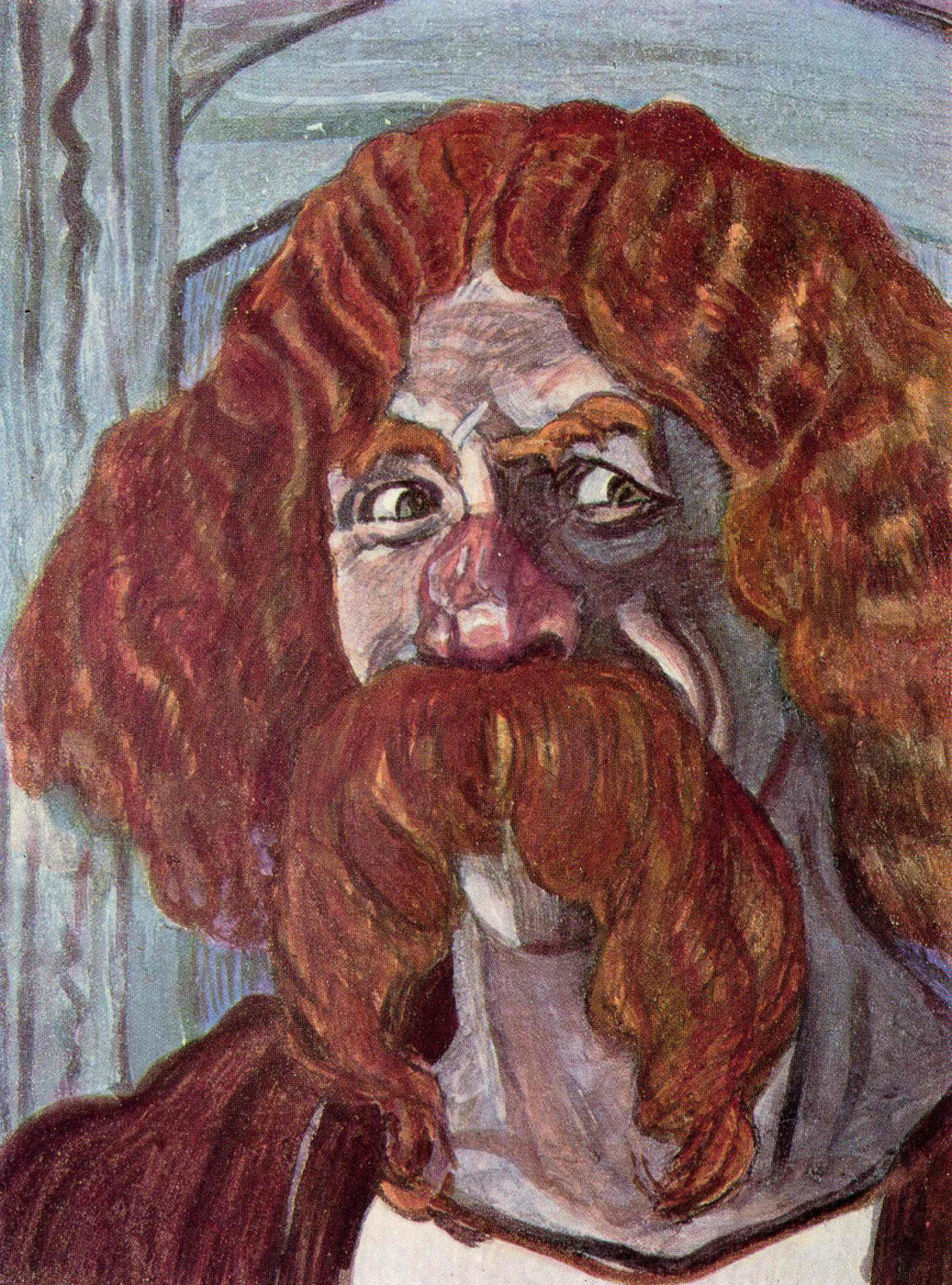
Шаляпин в роли Фарлафа. 1907. Музей театрального и музыкального искусства, Санкт-Петербург
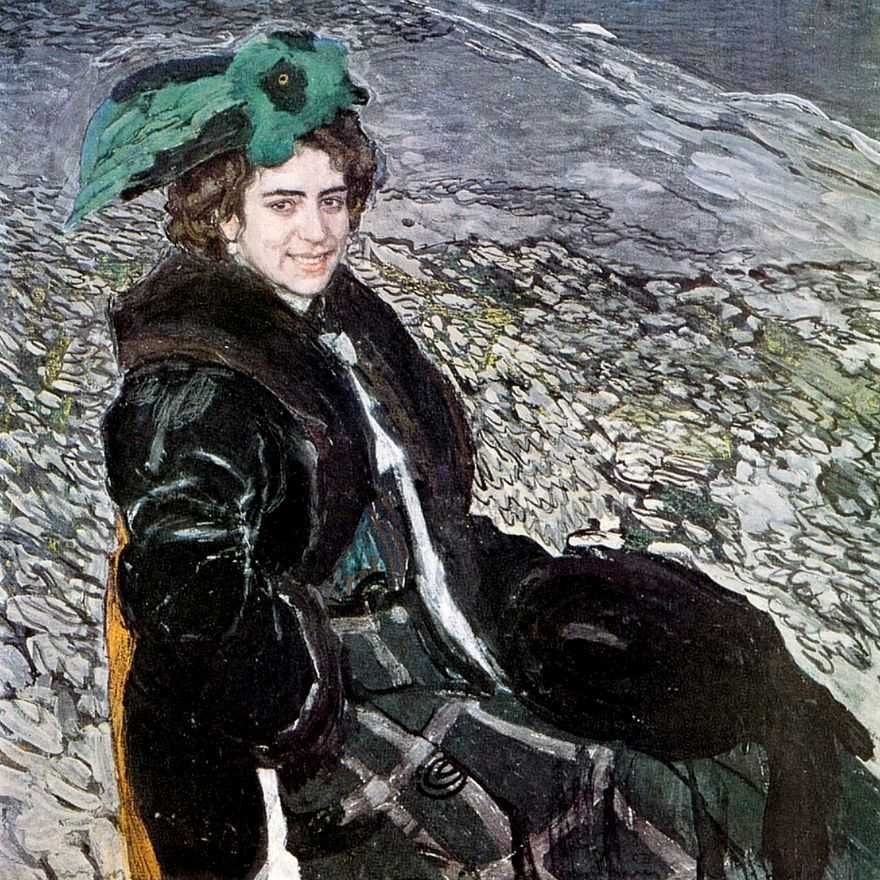
Портрет балерины Елены Смирновой. 1910. Музей театрального и музыкального искусства, Санкт-Петербург
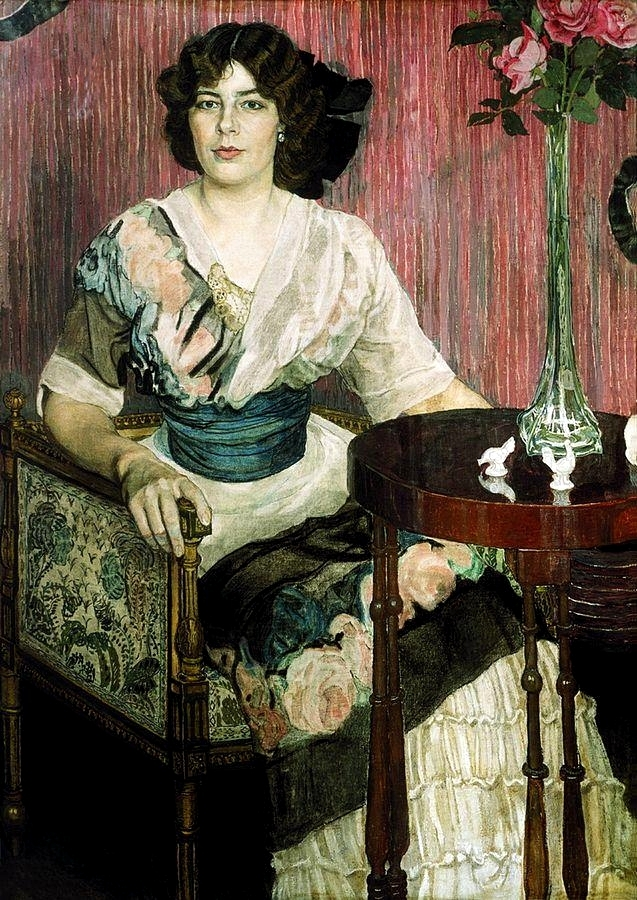
Портрет певицы Валентины (Ефросиньи) Ивановны Кузы. 1900. Музей театрального и музыкального искусства, Санкт-Петербург
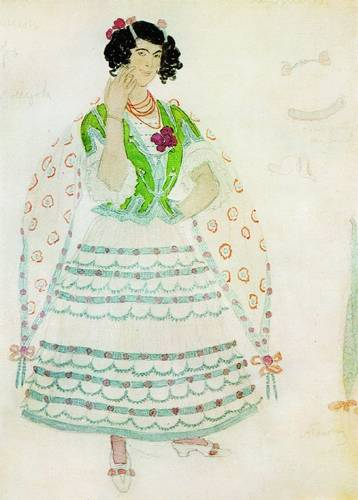
Кармен. Эскиз костюма к опере Ж. Бизе «Кармен». 1908. Бумага, акварель. ГЦТМ им. А. А. Бахрушина, Москва
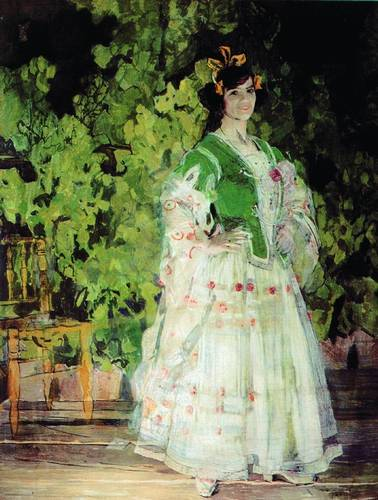
Портрет Марии Николаевны Кузнецовой-Бенуа в роли Кармен. 1908. Музей театрального и музыкального искусства, Санкт-Петербург
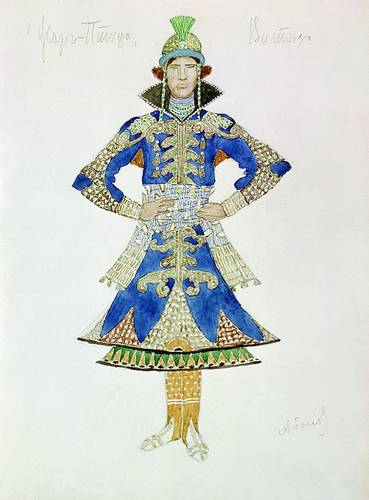
Витязь. Эскиз костюма к балету И. Ф. Стравинского «Жар-Птица». 1910. Музей театрального и музыкального искусства, Санкт-Петербург
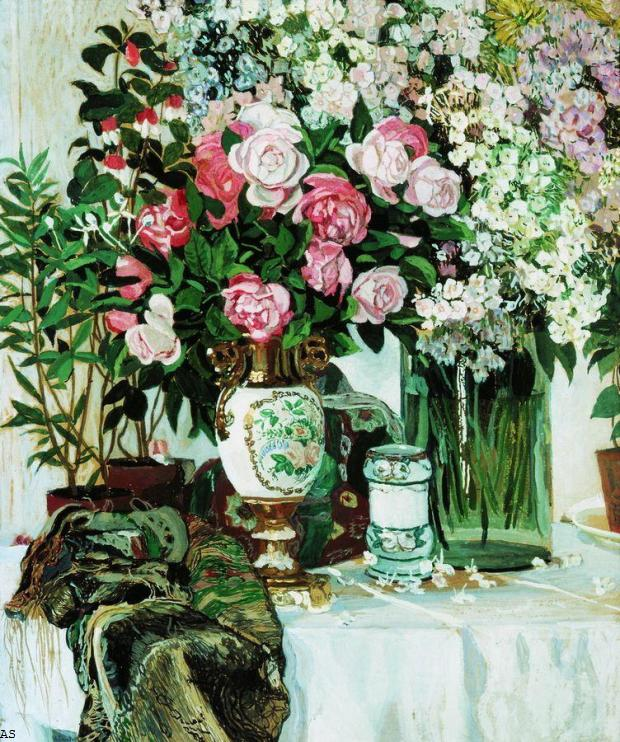
Розы и фарфор. 1910-е. Холст, темпера. ГТГ, Москва
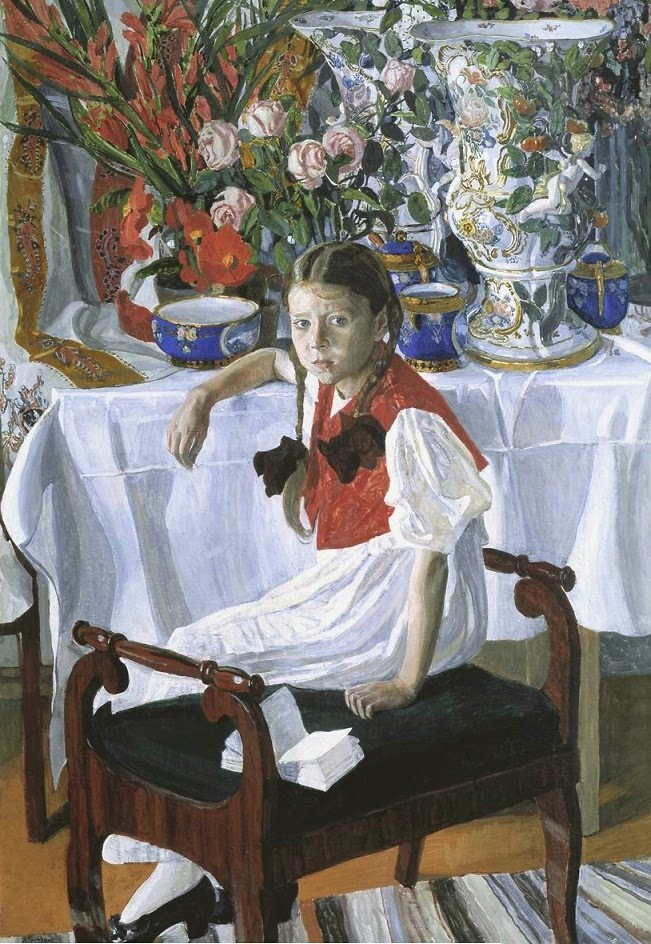
Девочка и фарфор (Фрося). 1916. Холст, темпера. ГТГ, Москва

## Особенности творчества
Александр Головин, как и другие художники объединения «Мир искусства», много работал для театра. Разрабатывал эскизы декораций и театральных костюмов. Но самый оригинальный вклад Головина в театральное искусство — это «театрализованные портреты» знаменитых артистов в сценических костюмах на фоне декораций с подчёркнуто декоративным решением фона, драпировок и аксессуаров, написанных мелкими, дробными мазками, напоминающими мозаику. От этого портреты приобретают ещё более выраженный магический, волшебный характер, вводящий зрителя в атмосферу театрального действа. Вместе с тем портреты работы Головина психологичны, индивидуально-образны, как и положено в этом жанре живописи.
Головин создал иллюстрации к рассказу «Двойник» Э. Т. А. Гофмана (1922). В абрамцевском кружке художник разрабатывал эскизы изделий из дерева и майолики в неорусском стиле, испытал влияние творчества М. А. Врубеля и отдельных тенденций эстетики периода русского модерна. Иногда многообразные проявления творчества этого необычного художника объединяют термином «головинский декоративизм» .
Театральные работы Головина ныне хранятся в ГЦТМ им. А. А. Бахрушина в Москве.